# Jan-Ole Sievers
Jan-Ole Sievers (* 16. Februar 1995 in Karlsruhe) ist ein deutscher Fußballspieler auf der Position des Torwarts.

## Karriere
Sievers begann seine Karriere in der Jugend des Karlsruher SC. Am 1. Juli 2011 wechselte er in die Jugendabteilung der Bolton Wanderers. 2013 schloss er sich der U19 des 1. FC Kaiserslautern an. Im Folgejahr erhielt er einen Vertrag für die zweite Mannschaft des Vereins. Am 7. Februar 2017 gab der FCK bekannt, dass Sievers einen Profivertrag erhalten hatte.
Sein erstes Spiel in der 2. Bundesliga absolvierte Sievers am 1. Dezember 2017 bei der 2:3-Niederlage in Heidenheim, als er in der 23. Minute für den verletzten Marius Müller eingewechselt wurde.
Am 4. Mai 2018 gab der Verein nach dem feststehenden Abstieg in die 3. Liga bekannt, dass Sievers seinen Vertrag mit Drittligagültigkeit bis 2021 verlängert hatte. Zu Saisonbeginn 2018/19 wurde Sievers zur Nummer eins im Tor der Pfälzer ernannt. Er bestritt die ersten sieben Spiele. Nach einer Verletzung wurde er von Wolfgang Hesl vertreten, der auch nach Sievers’ Genesung im Tor blieb.
In der Winterpause erklärte Cheftrainer Sascha Hildmann Lennart Grill zum neuen Stammtorwart, woraufhin sich Sievers Anfang Februar 2019 für ein Jahr zum FC Gifu in die japanische J2 League ausleihen ließ, um Spielpraxis zu sammeln. Mit Gifu musste der Torhüter am Saisonende als Tabellenletzter in die J3 League absteigen. Zum 1. Januar 2020 endete der Leihvertrag mit den Japanern und Sievers kehrte zum FCK zurück, wo er jedoch nicht im Kader stand. Im Sommer 2020 wurde eine Vertragsauflösung vereinbart. Nach einem halben Jahr ohne Verein schloss sich Sievers im Januar 2021 dem Regionalligisten SV Elversberg an, den er nach der Saison wieder verließ, ohne zum Einsatz gekommen zu sein. Zur Saison 2021/22 unterschrieb er einen Vertrag mit einer Laufzeit bis Sommer 2022 bei 1. FC Lokomotive Leipzig (Regionalliga Nordost), den er nicht verlängerte. Derzeit ist er vereinslos.